# 蒲峪路镇
蒲峪路镇，是中华人民共和国黑龙江省齐齐哈尔市克东县下辖的一个镇。
2014年2月27日，黑龙江省民政厅批复同意撤销金城乡，设立蒲峪路镇。

## 行政区划
蒲峪路镇下辖以下地区：
光辉村、勤俭村、幸福村、勇进村、齐心村、古城村、玉华村、卫星村、富强村、红塔村、国富村、建华村和庆丰村。